# Seznam představitelů Tbilisi
Primátor Tbilisi je politická funkce správce hlavního města Gruzie Tbilisi. Primátor je vybírán voliči v komunálních volbách. Před rokem 2006 byli primátoři do funkce dosazováni rozhodnutím vlády, než se uskutečnily historicky první městské volby. Prvním voleným primátorem se stal Giorgi Ugulava, který ve funkci působil už rok před tím z titulu jmenování vládou. 

## Úkoly a pravomoc
Primátor zodpovídá za sestavení, plnění a kontrolu městského rozpočtu a strategické plánování. Jeho pravomoce jsou na přibližné úrovni hlavních představitelů krajských úřadů. Rozhodnutí primátora a jeho výkonná moc podléhá kontrole městské rady (Sakrebulo) a jeho vůle je vykonávána několika menšími správními celky hlavního města.

## Seznam primátorů od roku 1992
- Otar Litanišvili - 1992-1993
- Konstantine Gabašvili - 1993
- Nikoloz Lekišvili - 1993-1995
- Badri Šošitaišvili - 1995-1998
- Ivane (Vano) Zodelava - 1998-2004
- Zurab Čiaberašvili - 2004-2005
- Giorgi (Gigi) Ugulava - 2005-2013 (zatčen)
- Sevdia Ugrechelidze - úřadující (2013 - 2014)
- David Narmania - od 2014

## Seznam historických představitelů města
Díky převažujícímu počtu obyvatel arménské národnosti, kteří žili ve městě v 19. a 20. století, byla značná část starostů a primátorů Arméni.
| Pořadí | Jméno                                                    | Funkční období |
| ------ | -------------------------------------------------------- | -------------- |
| 1      | Hovhannes (Ivan) Izmirjants                              | 1840-1843      |
| 2      | Štěpán Gabrieljan Chatisjans                             | 1844-1845      |
| 3      | Movses Ter-Grigorjants                                   | 1845-1846      |
| 4      | Hovhannes Simonjants Šadinjan                            | 1847-1848      |
| 5      | Tovmas Davtjan Pridonjants                               | 1848-1849      |
| 6      | Zakaria Stepanjan Amiragjants                            | 1850-1851      |
| 7      | Hovsep Afanasjan Miridžanjants                           | 1851-1852      |
| 8      | Avetik Astvacatrjan (Bogdani) Svěšnikov                  | 1853-1856      |
| 9      | Soghomon Davtjan Sarajev                                 | 1856-1857      |
| 10     | Andrej Davtjan Mananov                                   | 1857-1858      |
| 11     | Vardan Astvacatrjan Aršakuni                             | 1858-1860      |
| 12     | Soghomon Zakarjan Abisogomjan                            | 1860-1861      |
| 13     | Soghomon Mirimanjan Mirimanjants                         | 1861-1862      |
| 14     | Gevorg (Igor) Grigorjan Pridonjants                      | 1862-1864      |
| 15     | Galust Harutjunjan Šermazan-Vardanjants                  | 1864-1865      |
| 12     | Sogomon Zakarjan Abisogomjan                             | 1865-1866      |
| 16     | Eremija Gevogijan Arcruni                                | 1866-1868      |
| 17     | Nikogajos Hovhannisjan Aladatjants                       | 1868-1869      |
| 18     | Dmitrij Tumanijants                                      | 1869-1870      |
| 19     | Jáson Dmitrijan Tumanijants                              | 1870-1874      |
| 20     | Dmitrij Ivanovič Kipiani                                 | 1878-1879      |
| 21     | Anton Sogomonijan Gorganijants                           | 1879           |
| 22     | Aleksandr Stepanijan Matinijants                         | 1879-1891      |
| 23     | Nikogajos Barsegijan Argutijants-Erkajnabazuk            | 1891-1893      |
| 24     | Pogos Aleksandrijan Izmajilijan                          | 1893-1895      |
| 23     | Nikogajos Barsegijan Argutijants-Erkajnabazuk            | 1895-1898      |
| 25     | Gevorg Grigorijan Evangulijan                            | 1897-1901      |
| 26     | Aleksandr Mikaelijan Argutijan-Erkajnabazuk Arguntijants | 1902           |
| 23     | Nikogajos Barsegijan Argutijants-Erkajnabazuk            | 1903-1904      |
| 27     | Krostopor Svakumijan Vermišijants                        | 1904-1905      |
| 28     | Vasilij Nikolajevič Čerkezov (Čerkezišvili)              | 1907-1909      |
| 29     | Alexander Chatisijan                                     | 1910-1917      |
| 30     | Benia Čchikvišvili                                       | 1918-1921      |